# Metaphycus verdini
Metaphycus verdini är en stekelart som först beskrevs av Girault 1936.  Metaphycus verdini ingår i släktet Metaphycus och familjen sköldlussteklar. Inga underarter finns listade i Catalogue of Life.